# Castillo del Buey Negro
El castillo del Buey Negro, también llamado castillo de la Mola se encuentra enclavado en una elevada montaña en el límite de los términos de Argelita y Ludiente (Provincia de Castellón, España), en el parapeto rocoso que se desploma sobre el estrecho que forma el río Villahermosa antes de llegar a la población y a 748 m de altitud. 
El castillo se conoce prácticamente desde el siglo XII. Su origen se considera musulmán. El conjunto castrense responde a obra medieval citada documentalmente en 1178, y forma parte del conjunto de castillos que delimitaban la Diócesis dertusense cuando la concesión real por parte de Alfonso II de Aragón al consagrarse la nueva catedral de Tortosa. 
En este recinto fortificado aparece la torre, de planta ligeramente rectangular, levantada en robusta piedra de cantería y considerada por algunos autores como romana pues en sus alrededores hallaron cerámica de esa época. 
El recinto delimitado por las estructuras defensivas es uno de los más grandes de la provincia y de la Comunidad Valenciana, una vez que se aprovecharon los bordes escarpados de la meseta junto a otros tramos puntuales donde se levantaron lienzos de muralla para delimitar toda la cima. 
La existencia de aljibes y pozos en el interior del recinto sin duda aumentaban su valor estratégico como enclave donde resistir un asedio. 
Aunque la parte superior de las estructuras se encuentra muy arrasada, se puede observar que en su mayor parte contaban con almenas en su coronación y que las torres contaban con pequeñas ventanas o saeteras abocinadas, de ellas solamente encontramos los basamentos. 